# Krupp Jakobs (NOB)
A locomotiva Diesel-hidráulica produzida pela Krupp da Alemanha para a NOB foi fabricada em 1952 apenas uma unidade deste modelo de locomotiva. A locomotiva chegou ao Rio de Janeiro em janeiro 26 de janeiro de 1953. A mesma entrou em serviço em 1954.
Provavelmente possuía motoração igual a fornecida pela Krupp a Estrada de Ferro Vitória-Minas e por apresentar entre eixos muito curto, assim a pressão sobre as rodas fazia a linha abrir, descarrilando a locomotiva.
Não existe informações sobre a data da sua retirada de serviço, nem como o seu destino, aparentemente foi devolvida ao fabricante.